# 巴佐尔当
巴佐尔当（法語：Bazordan，法語發音：[bazɔʁdɑ̃]）是法国上比利牛斯省的一个市镇，位于该省东北部，属于塔布区。

## 地理
巴佐尔当（43°13'23"N, 0°33'6"E）面积9.22 平方千米，位于法国奧克西塔尼大區上比利牛斯省，该省份为法国西南部内陆省份，北至热尔省，西接大西洋比利牛斯省，南与西班牙接壤，东临上加龙省。
与巴佐尔当接壤的市镇（或旧市镇、城区）包括：维勒米尔、巴莱斯塔、布德拉克、尼藏热斯、科曼日地区圣卢、蒙莱翁马尼奥阿克。

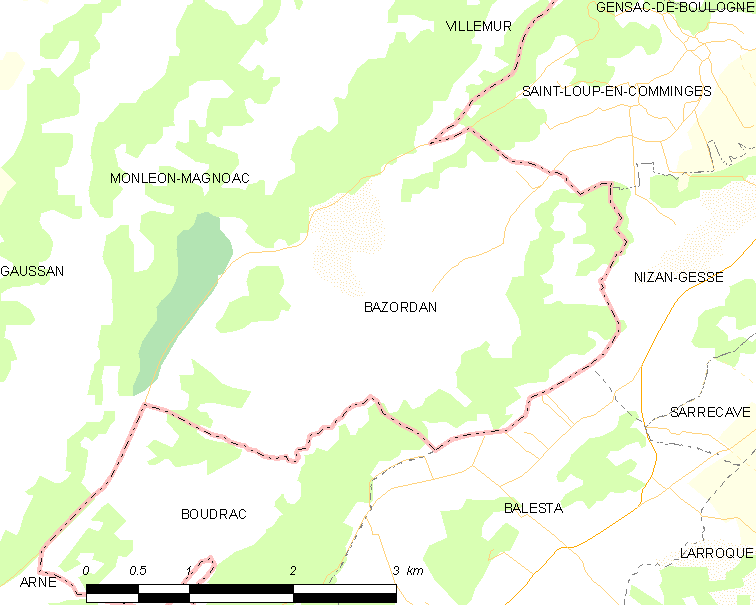
巴佐尔当的OSM定位图

巴佐尔当的时区为UTC+01:00、UTC+02:00（夏令时）。

## 行政
巴佐尔当的邮政编码为65670，INSEE市镇编码为65074。

## 政治
巴佐尔当所属的省级选区为山丘县。

## 人口

1962-2008年间巴佐尔当人口变化图示

巴佐尔当于2022年1月1日时的人口数量为109人。